# Bonaventura Peeters

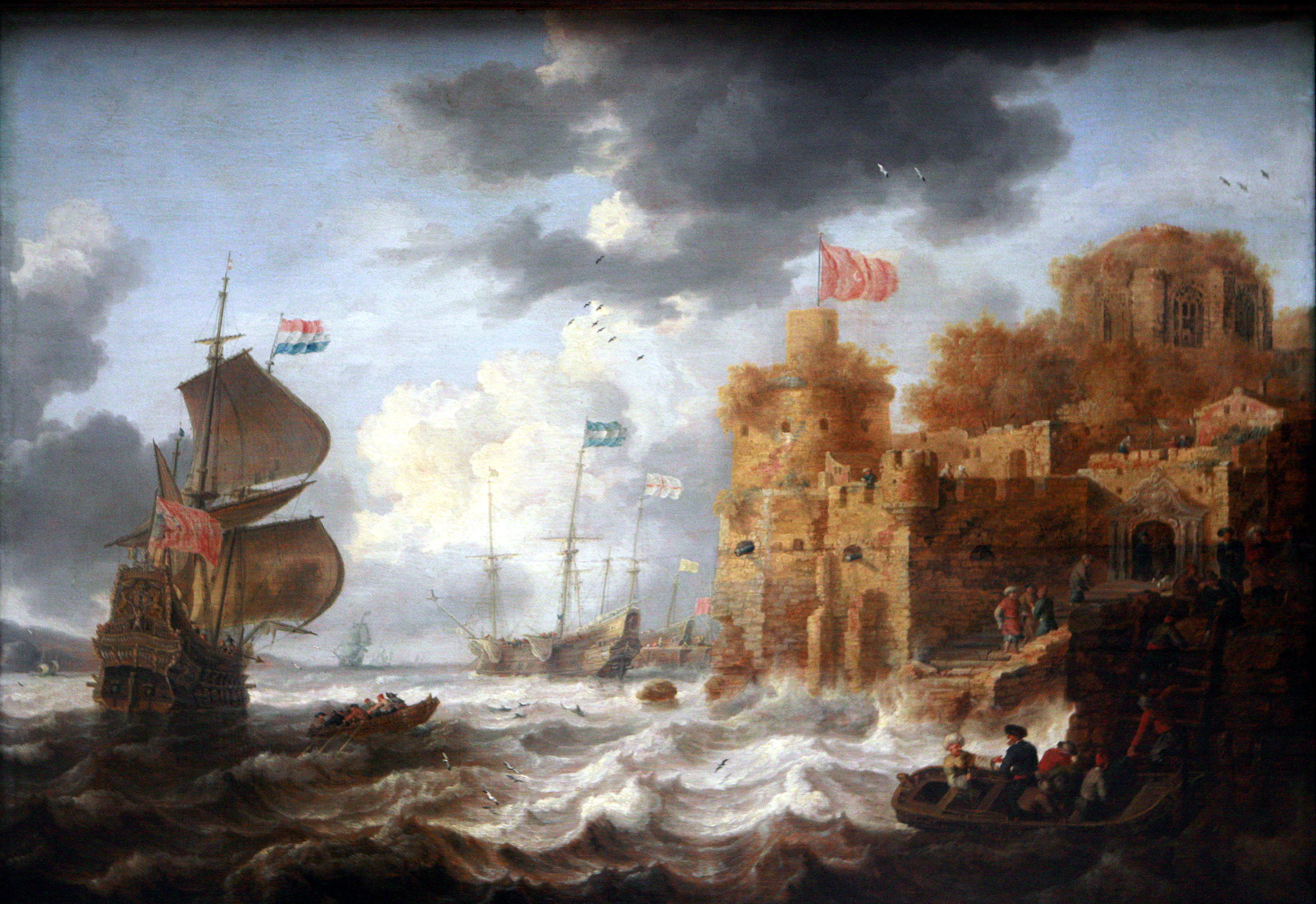
Port w Oriencie Rijksmuseum, Amsterdam

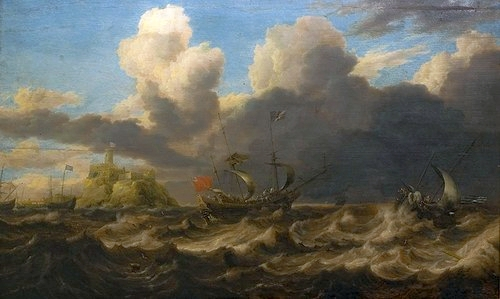
Wzburzone morze Muzeum Narodowe w Gdańsku

Bonaventura Peeters (ur. 23 lipca 1614 w Antwerpii, zm. 25 lipca 1652 w Hoboken) – flamandzki malarz barokowy, marynista. Jego dwaj bracia Gillis Peeters (1612-1653) i Jan Peeters (1624-1677) również byli malarzami.
Jego nauczycielem był prawdopodobnie Andries van Eertvelt, całe życie był związany z Antwerpią, gdzie należał do gildii św. Łukasza i wspólnie z braćmi prowadził warsztat malarski.
Peeters znany jest przede wszystkim z pełnych dramatyzmu marin przedstawiających sztormy, bitwy i katastrofy morskie. Oprócz tego malował widoki miast i pejzaże związane z wodą. Część jego prac poświęcona egzotycznym miejscom jest zapewne dziełem fantazji autora, który podróżował jedynie po Niderlandach. Na jego twórczość wpływ mieli m.in. Hendrick Cornelisz Vroom i Simon de Vlieger. Obecnie artysta jest uważany za najlepszego flamandzkiego marynistę XVII wieku.
Bonaventura Peeters od dzieciństwa często chorował, zmarł przedwcześnie w 1652 w Hoboken.
W Muzeum Narodowym w Gdańsku znajduje się obraz Bonaventury Peetersa Wzburzone morze (nr inw. MNG/SD/109/M).